# The Legend of Robin Hood (1968)
The Legend of Robin Hood is een Amerikaanse televisieserie uit 1968, onder regie van Alan Handley. De serie, een bewerking van de Robin Hood-legende, is een musical-televisieserie geworden, waarin per aflevering circa 3 tot 4 nummers ten gehore werden gebracht.
Douglas Fairbanks Jr. speelt in de serie de rol van koning Richard, terwijl zijn vader Douglas Fairbanks de titelrol vervulde in Robin Hood uit 1922. Dit geldt toevallig ook voor Lee Beery die Marian speelt, haar oom Wallace Beery speelde eveneens in bovengenoemde film.

## Cast
- David Watson - Robin Hood
- Lee Beery - Maid Marian
- Victor Buono - Guy
- Douglas Fairbanks Jr. - King Richard
- Steve Forrest - Sheriff of Nottingham
- Noel Harrison - Alan a Dale
- Harvey Jason - Will Scarlet
- Walter Slezak – Broeder Tuck

## Nummers
De serie bevatte per aflevering gemiddeld 3 tot 4 nummers. De meeste nummers voor de serie werden geschreven en gecomponeerd door Sammy Cahn en James van Heusen.
Bekendste songs uit de serie:
- Out in the open Air
- Prithee Please
- A Happy Happenstance
- Nottingham Fair
- The Star Beyond the Star

## Prijzen
In 1968 werd "The Legend of Robin Hood" genomineerd voor een Emmy Award in de categorie Outstanding Individual Achievement in Music.